# Framerville-Rainecourt
Framerville-Rainecourt é uma comuna francesa na região administrativa de Altos da França, no departamento de Somme. Estende-se por uma área de 9,91 km². Em 2010 a comuna tinha 465 habitantes (densidade: 46,9 hab./km²).